# جوزيف ويلسون سوتون
جوزيف ويلسون سوتون (بالإنجليزية: Joseph Wilson Sutton)‏ هو قسيس أمريكي، (و. 1881  م).